# 浮遊選鉱

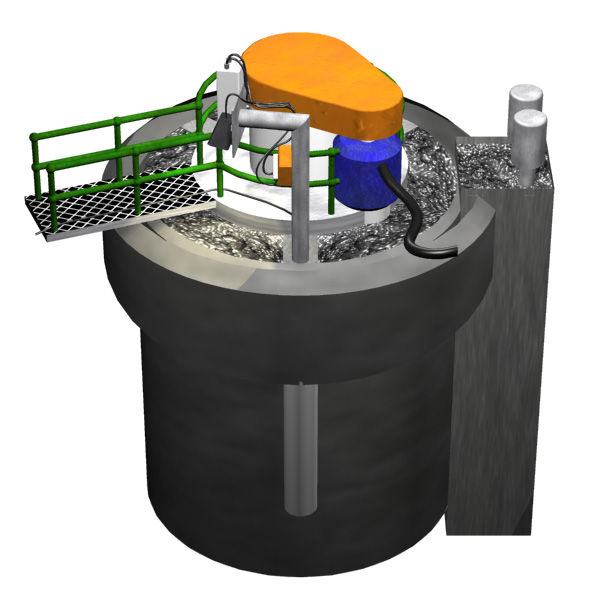
浮遊選機の3Dモデル

浮遊選鉱（ふゆうせんこう、英語: flotation method）とは、採掘・砕石し細かくなった鉱物を界面活性剤などの化学薬品とともに水槽に投入したあと、撹拌して泡を発生させ、泡と共に浮上するものと沈むもので分けることで有用な鉱物を収集する選鉱の一種。浮選とも。

## 原理
一般に岩石の表面は親水性であり、金属は疎水性であることが多い。そこで水と油性溶液が混じったものにそれら鉱石の粉末を加えて撹拌する。すると親水性の粒子は水がついて沈み、疎水性の粒子は油性溶液にまとわりついて浮く。浮遊選鉱はそうした原理に基づいている。もっとも、示唆したように鉱石の親水性・疎水性の度合いは非金属かどうかで一概に決まるものではないし、また、薬品を添加することにより度合いを人工的に操作できる。
この原理は金属以外の物質の選別にも応用できる。実際に粘土の選鉱にも一部行われている。

## 浮遊選鉱法の発展と歴史
多油浮選（bulk-oil flotation）
古代から、油やピッチが特定の鉱石を集めやすいという事例は経験的に知られていた。特許として初めて歴史に表れたのは、1860年の英国人 William Haynesによる油を使い粉末にした硫化鉱物と脈石を分離する手法（多油浮選）の特許「British Patent 488」で、これが浮遊選鉱の歴史の始まりと言える。
被膜浮選（skin flotation）
1877年、鉱石を粉砕し液体を加えて混濁させたパルプ（泥漿）にガスを吹き込み泡立て、液面に浮かんだ鉱物粒子の被膜を分離する特許が出された。1885年には酸や塩を加えて化学反応で泡立てる発明がなされた。
泡沫浮選 (Froth flotation)
1905年にオーストラリアのブロークンヒルに建設され、商業的に成功した方法で現在まで主流となっている。以下に説明する。

## 泡沫浮選の工程

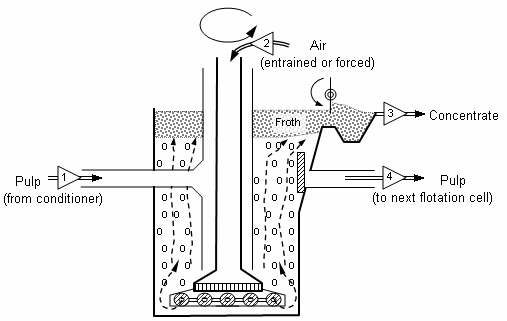
泡沫浮選の図解、PULPは鉱石を粉砕して起泡剤などと混ぜた泥漿の事である。

- (1) 鉱山から産出された岩石を大型のミルで粉砕し、液体を加えてスライム状のパルプにする。
- (2) 起泡剤という界面活性剤や油脂などを混ぜた液体を加え、撹拌機に投入し撹拌しながら空気を吹き込み、泡を有用鉱物に凝集させ浮上させる。
- (3) パルプ表面に形成された有用鉱物を含んだ泡沫(フロス)層をシックナーと呼ばれる水槽に集め鉱石と水分・薬品を分離して目的とする鉱物を回収する[4][3]。

副産物・廃棄物
脈石を多く含む泥状の物体は撹拌装置の底へ沈殿する。これはスライムと呼ばれ、経済的に可能ならば使える粘土をさらに選鉱した上で、最終的に廃棄される。スライムは鉱石や薬品由来の有害成分を含むので鉱滓ダムに堆積させる。水分を失ったスライムはそのまま放置するか、もしくは坑道においての充填材として再利用する。

## 目的とする鉱物の種類数による分類

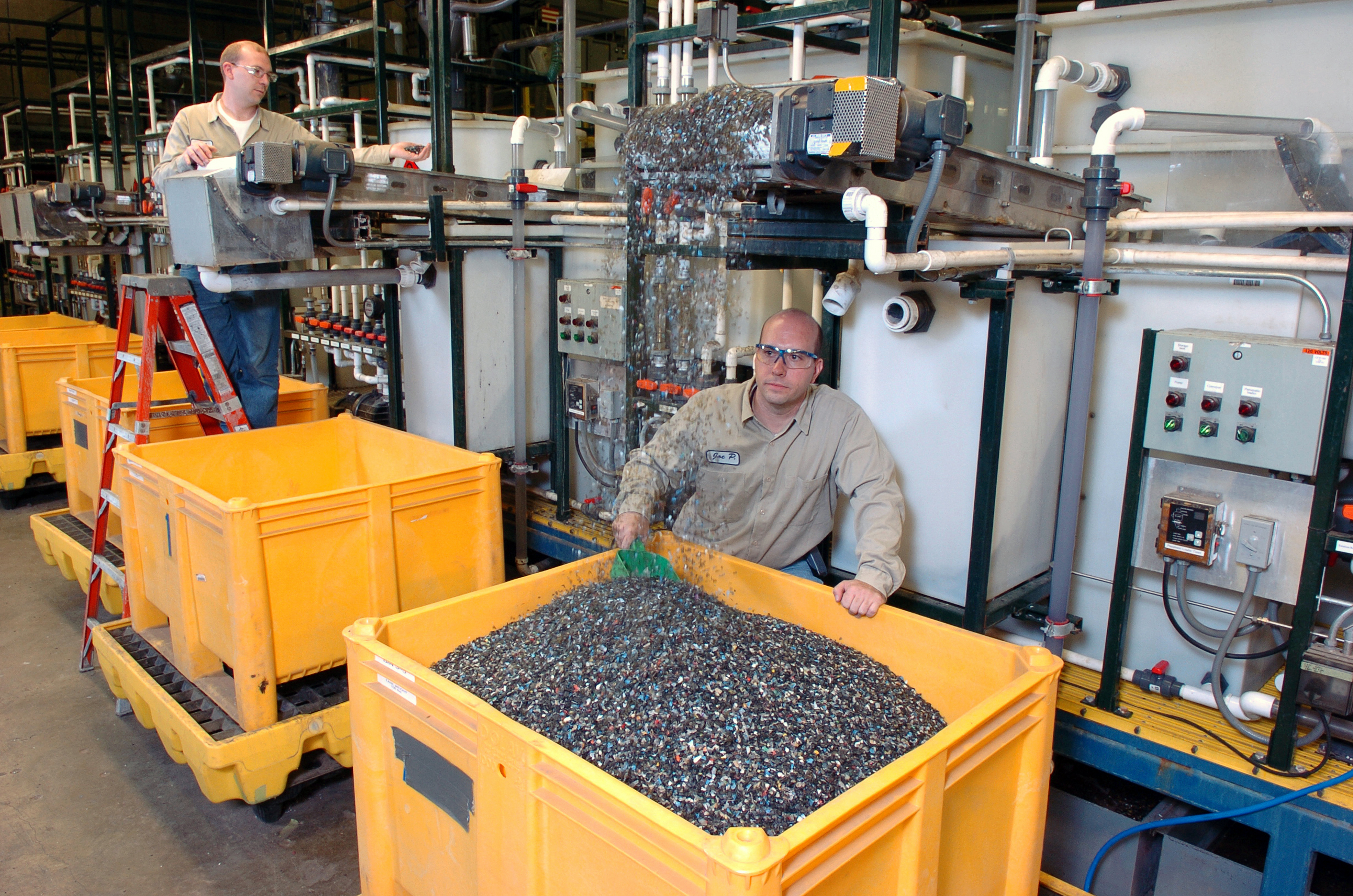
泡沫浮選を利用したプラスチックの選別（アルゴンヌ国立研究所）

鉱石中の1種類の鉱物を精鉱として回収する方式を 単一浮選とよぶ。2種以上の場合は、選鉱剤を工夫し2種以上の鉱物を順次段階ごとに選別する直接優先浮選、複数の有用鉱物をまとめて選別する総合浮選がある。
日本の昭和25 - 30年の資料では、1日処理量50トン以上の機械選鉱場の90％以上で浮遊選鉱が導入されていた。

## メリットとデメリット
従来は廃棄されていた低品位の鉱石からの回収率が画期的に上昇し、鉱山の採算性ひいては金属価格の下落を促し、工業の発展に貢献した。アフリカのユニオン・ミニエールは典型である。日本の場合もダムをつくらなかった時代の河川やボタ山の黒鉱から、特に亜鉛を生産する手段として行われ、大正時代にはイギリスへ輸出するほどに産業が成長した。佐渡金山では、近代には江戸時代以前のズリが浮遊選鉱によって再処理され、金が大量に回収された。
一方で、選鉱に用いられる廃水中の重金属が下流で濃集し、足尾銅山鉱毒事件やイタイイタイ病に代表される鉱害を発生させる事故が発生している。